# أنخيل ديلا فالي
أنخيل ديلا فالي (بالإسبانية: Ángel della Valle)‏ هو رسام أرجنتيني، ولد في 10 أكتوبر 1855 في بوينس آيرس في الأرجنتين، وتوفي في 16 يوليو 1903.